# Signeta
Signeta is een geslacht van vlinders van de familie dikkopjes (Hesperiidae), uit de onderfamilie Trapezitinae.

## Soorten
- S. flammeata (Butler, 1882)
- S. tymbophora (Meyrick & Lower, 1902)